# Eficiència elèctrica
L'eficiència elèctrica (o rendiment elèctric) descriu l'eficàcia d'un dispositiu o sistema tècnic com una relació o percentatge adimensional, generalment la relació de l'energia útil {\displaystyle E_{\mathrm {u} }} a l'energia subministrada {\displaystyle E_{\mathrm {sub} }}. Sempre que no hi hagi distorsió per l'energia emmagatzemada, la potència pot ser calculada com la relació de la potència útil {\displaystyle P_{\mathrm {u} }} a la potència subministrada {\displaystyle P_{\mathrm {abs} }}. Normalment l'eficiència s'indica amb la lletra grega {\displaystyle \eta } (eta) i pot prendre valors entre 0 i 1:
{\displaystyle \eta ={\frac {E_{\mathrm {u} }}{E_{\mathrm {abs} }}}} o {\displaystyle \eta ={\frac {P_{\mathrm {u} }}{P_{\mathrm {abs} }}}}
{\displaystyle P_{\mathrm {u} }} és, per exemple, la potència mecànica que un motor elèctric consumeix en l'eix i {\displaystyle P_{\mathrm {abs} }} és la potència elèctrica subministrada al motor. La diferència entre l'energia subministrada i la consumida es diu pèrdua d'energia.
A més de la definició general, s'han establert altres termes com grau d'utilització o coeficient de rendiment, que tenen en compte certes condicionis límit i característiques especials del flux d'energia en els sistemes considerats. Per exemple, els graus d'utilització o les xifres de rendiment es refereixen sovint a un període d'observació (normalment un any), sobre el què se sumen les energies.
La potència o l'energia que es consumeix o emet actualment pot variar enormement, independentment del grau d'eficiència, si el consum i l'emissió de potència o energia es produeixen en moments diferents, per exemple en carregar i descarregar una bateria.

## Conjunt de valors
El conjunt de valors teòricament possible és de 0 a 1 o de 0 a 100%. El valor més alt (1 o 100%) no pot aconseguir-se en la pràctica per a les màquines, perquè en tots els processos l'energia es converteix en energia tèrmica per calor o fricció. En els motors tèrmics, l'eficiència està limitada addicionalment per la pèrdua de gasos de fuita i mai pot excedir l'eficiència ideal del procés Carnot.
Una eficiència superior a 1 correspondria a una màquina de moviment perpetu del primer tipus, la qual cosa és contrari al principi de conservació de l'energia. Els dispositius que emeten més energia de la que absorbeixen o han emmagatzemat no són possibles.
Les comparacions d'eficiència entre dispositius de diferents tecnologies només tenen sentit si s'inclouen en el càlcul tots els fluxos d'energia. No obstant això, per a moltes tecnologies, fins i tot les xifres d'eficiència determinades de conformitat amb les normes només es refereixen a la màxima energia que pot ser aprofitada per la tecnologia respectiva. Per exemple, en el cas de les estufes de llenya, les xifres d'eficiència típiques no es basen en l'entalpia de combustió completa, sinó en el valor calorífic inferior de la llenya. Si es comparen els aparells en termes d'eficiència, llavors les xifres d'eficiència poden ser superiors a 1 perquè no es permet el mateix marc de referència. Per exemple, en les calderes amb tecnologia de condensació se sol donar una eficiència fictícia de la caldera > 1 si s'afegeix la calor addicional de la condensació al valor calorífic com en la combustió convencional.

## Eficiència mecànica
L'eficiència mecànica s'especifica, per exemple, per a les caixes de canvi o els rodaments i forma part de l'eficiència global d'un sistema (per exemple, la tracció dels cotxes). Té en compte les pèrdues per fricció, que redueixen la potència mecànica d'entrada i provoquen l'escalfament dels components (calor residual). Les pèrdues per fricció es produeixen per fricció directa entre les superfícies en moviment (lliscament), per cisallament de les pel·lícules lubrificants o per pèrdues de flux en els fluids, especialment per fricció d'aire en fluxos ràpids o en bombar en màquines de pistó.

## Eficiència biològica
Els músculs converteixen l'energia química dels aliments en energia mecànica. Aquí també es pot estimar una eficiència a partir de la relació entre l'energia absorbida com a aliment i el treball mecànic emès. Per als músculs de vol dels coloms, s'indica aprox. 20%-25%, per la truita aprox. 45%.
Aquestes eficiències poden determinar-se amb la calorimetria indirecta, per exemple.

## Eficiència superior al 100%
Les màquines amb eficiències superiors al 100% es diuen "màquines de moviment perpetu de primera classe". Tals màquines no poden existir ni tan sols teòricament, a causa de la llei de conservació de l'energia. Si, en la pràctica, es declaren, no obstant això, eficiències superiors al 100%, la raó radica en l'establiment d'una equació d'equilibri energètic incompleta.
Un exemple són les calderes de condensació, en les quals en alguns casos s'especifiquen eficiències relacionades amb el valor calorífic superiors al 100%. En aquest cas, el valor calòric del combustible s'utilitza com a "energia gastada". No obstant això, el valor calorífic es calcula a partir de la calor total alliberada menys la calor de l'evaporació de l'aigua produïda durant la combustió. Per tant, el valor calòric conté només una part de l'energia total del combustible. A diferència de la caldera "convencional", els gasos de fuita de la caldera de condensació es refreden fins a tal punt que l'aigua evaporada durant la combustió es condensa. La calor de condensació alliberat en aquest procés beneficia a l'energia útil, però no es va comptabilitzar inicialment com a energia d'entrada.
Si l'eficiència es calcula sobre la base del valor calorífic del combustible en lloc del valor calorífic de l'aportació de calor, s'aconsegueix una eficiència del 100% al cas ideal.
Les bombes de calor i els sistemes de refrigeració, per exemple, els condicionadors d'aire i els refrigeradors, funcionen com a motors de calor inversa. En la literatura tècnica, el coeficient de rendiment ({\displaystyle \varepsilon }) s'utilitza, a més del terme "eficiència", com a mesura de l'eficàcia d'aquests dispositius. No obstant això, les especificacions dels fabricants solen referir-se al coeficient de rendiment dels sistemes de refrigeració com a "eficiència". La bomba de calor extreu l'energia tèrmica de l'ambient i la porta al nivell de temperatura desitjat. La producció total de calor proporcionada és major que la producció de calor generada durant el procés de compressió. Per aquesta raó, s'aconsegueixen "eficiències" de més del 100% per a aquest procés. Els valors típics estan entre el 300% i el 800%, la qual cosa correspon a una eficiència (= coeficient de rendiment) de 3 a 8. Per a evitar confusions, l'eficiència tèrmica de les bombes de calor i els refrigeradors es denomina *COP (Coeficient de Rendiment), que és menor que l'eficiència recíproca de *Carnot.

## Eficiència elèctrica en electrodomèstics
Atès que el consum elèctric del conjunt d'electrodomèstics sol ser una part important del consum elèctric d'una llar, des de fa dècades hi ha hagut intents d'incorporar informació sobre el consum elèctric o l'eficiència elèctrica d'aquests aparells. La Unió Europea publicà en 1992 la Directiva 92/75/CEE. L'objectiu d'aquesta Directiva és permetre l'harmonització de les mesures nacionals sobre la publicació, sobretot mitjançant l'etiquetatge i la informació del producte, d'informació sobre el consum d'energia i d'altres recursos essencials, i informació addicional sobre determinats tipus d'electrodomèstics, permetent així als consumidors triar aparells més eficients energèticament. L'any 1993 hom va crear una etiqueta universal amb set segments consecutius corresponents a eficiència energètica.